# Hans Lindholm (søofficer)
 For alternative betydninger, se Hans Lindholm. (Se også artikler, som begynder med Hans Lindholm)
Hans Lindholm (født 20. januar 1757 i Sankt Petersborg, død 5. september 1821 i København) var en dansk søofficer.
Han var søn af kommerceråd, godsejer til Jerstrup og Ågård Hans Lindholm (1719-1803) og Marie Elisabeth f. Bartz (1731-1804), blev født i Sankt Petersborg, hvor faderen dengang var handelsmand, blev sekondløjtnant 1775, premierløjtnant 1781, kaptajnløjtnant 1788, kaptajn 1796, kommandørkaptajn 1802, kommandør 1810 og kontreadmiral 1814. Han blev 1788 adjudant hos prins Carl af Hessen, samme år generaladjudant, 1794 kongelig jagtkaptajn, 1808 kammerherre, samme år optaget i den danske adelstand (at regne fra 1803), 28. januar 1809 Ridder af Dannebrog, 28. januar 1811 Kommandør af Dannebrog, 28. januar 1812 Dannebrogsmand og 31. juli 1815 Storkors af Dannebrog.
Blandt hans togter skal nævnes, at han 1782 førte et privat skib til Vestindien, 1797 var chef for fregatten Store Bælt, 1804 for det smukke orlogsskib Neptunus, der overførte kongen fra Holsten, 1805 for briggen Nidelven, 1807 for linjeskibet Valdemar. Efter slaget på Reden 2. april 1801 sluttede han tillige med general Ernst Frederik von Walterstorff våbenstilstanden med Sir Hyde Parkers befuldmægtigede, Lord Nelson og oberst Stewart. 1807 var han i Paris hos kejser Napoleon for at meddele ham, at englænderne havde taget vor flåde, og 1813 sendtes han i en diplomatisk mission til prinsen af Eckmühl (Louis-Nicolas Davout). 1814 udnævntes han til medlem af den kommission, der skulle foretage en reduktion af og udrensning i søofficerskorpset. Lindholm, der i sin tid havde en ikke ringe indflydelse hos Frederik VI, roses for sin takt og sit velvillige og retskafne sindelag, hvilket i høj grad kom kommandør Olfert Fischer til gode, da Lindholm optrådte som mægler mellem denne og den efter slaget 2. april 1801 stærkt ophidsede Nelson.
Han blev 1793 gift med Elisabeth Reinhardine Fabritius de Tengnagel (1775 – 20. august 1856), datter af kammerherre, generalkrigskommissær Michael Fabritius de Tengnagel og Adolphine f. Leth. Han døde 5. september 1821 i København.
Han er begravet på Assistens Kirkegård.
Der findes en miniature og et physionotrace af Gilles-Louis Chrétien (Det Kongelige Bibliotek).